# Литература ДР Конго
Литература Демократической Республики Конго — род искусства государства Конго, часть общей африканской литературы.

## История
Специфика литературы ДРК определяется тем, что до 1960 года страна была колонией Бельгии. Основной язык, на котором пишут свои произведения конголезские авторы, французский. Некоторые деятели национально-освободительного движения, включая Патриса Лумумбу, также были поэтами.
Известными конголезскими писателями считаются драматурги Valerin Mutombo-Diba, Mwilambwe Kibawa, Elebe ma Ekonzo; романисты Paul Lomami-Tshibamba и Mbwil a Mpaang Ngal; поэты Lisembe (Philippe) Elebe и Vumbi Yoka Mudimbe.
Современные конголезские авторы используют литературу как способ развить чувство национального самосознания среди жителей ДРК. Фредерик Камбемба Ямусангие пишет литературу для представителей разных поколений — и тех, кто вырос в Конго во времена его колонизации, борьбы за независимость и после её обретения. Ямусангие в интервью сказал, что чувствует дистанцию в литературе и хочет исправить это, написав роман «Полный круг», в котором рассказывается о мальчике по имени Эмануэль, в начале повествования чувствующего разницу в культуре среди различных групп в Конго и в других местах. Раис Неза Бонеза, писатель из провинции Катанга, писал прозу и стихи, чтобы способствовать художественному самовыражению как способу разрешения конфликтов. Эти авторы, наряду с другими, использовали своё творчество для привлечения внимания к кризисам и конфликтам, имевшим место в Конго.